# ドイツ地域の文化
ドイツ地域の文化またはドイツの文化（ドイツ語: Kultur Deutschlands, Deutsche Kultur）は、ドイツ連邦共和国に根付く伝統・思想・風習などの総称であり、歴史的にはドイツ民族全体やドイツ語圏の文化を指すこともある。
哲学や文学、音楽、建築、社会主義、食文化、フォント、工業デザインなどの分野で顕著な成果を残し、特に哲学と音楽は全世界に輝きを放っている。古くから中央ヨーロッパに深く根付き、他のヨーロッパ人からも中欧文化の核心とみなされてきた。
ドイツの思想は、時代ごとのヨーロッパの主流思想とともに変化し、特定の価値観に縛られることなく、多様な文化的特徴を示してきた。知識層と民衆運動はそれぞれ発展を遂げながらも、上下関係にあるのではなく、並行して展開し続けている。

## 概要

### 歴史
現在のドイツにあたる地域に最初に住んでいたのは、ゲルマン民族ではなく、ケルト民族であった。ケルト民族は武器の技術に長けておらず、ローマ帝国の時代にローマ人（古代のイタリア人）によって容易に征服された。しかし、ローマ文化が浸透したのは主に上流階級や貴族層であり、庶民は依然としてケルト文化を維持していた。これが、ドイツにおける文化的な階層の分断の始まりである。 
その後、ゲルマン民族がローマ帝国を滅ぼしたが、既存の文化を完全に破壊するのではなく、自らの文化へと組み込んでいった。ドイツ地域のケルト人やローマ人にはゲルマン語を話させ、キリスト教を広め、教皇を精神的支柱とし、封建制度や貴族間の結婚の慣習を確立することで、かれらを短期間のうちに「ドイツ民族」として統合した。ヨーロッパ諸国と異なり、ドイツは国家としての確立よりも、先に民族としての確立を果たした。 
中世以降、ドイツ地域は長らく「詩人と思想家の地」として知られるていた。
18世紀末から19世紀中盤にかけて、ドイツ地域は一時的にヨーロッパにおける民族主義の中心となった。ドイツで文化活動に従事していた人々は、フランスやイギリス、アメリカの同時期の活動家に比べてかなり穏健で、現政府を倒したり、独裁者を殺したりすることなく、緩やかな政治改革に取り組んでいた。一方、ドイツ民族は科学の原理や現実的な問題解決に対して強い探求心を持ち、ドイツ語圏の国々では虚無的な美よりも、実用的なモノを好む傾向があった。そのため、ヨーロッパではドイツ諸国が「芸術史の脇役、文明史の主役」と称されている。
1871年、ドイツ地域が統一されてドイツ帝国が誕生し、ドイツ地域の文化やドイツ民族の文化（Deutsche Kultur）はこの時から「ドイツ文化（Kultur Deutschlands）」と改められた。これに伴い、ドイツ以外のドイツ民族の国々は正式にドイツ文化から分離されたが、1900年頃においてもドイツ文化は依然としてオーストリア、スイス、ルクセンブルク、リヒテンシュタイン、南チロルなどの中欧地域に息づいていた。この現象から、当時の欧州人はドイツを「文化国家（Kulturnation）」と呼ぶようになった。
20世紀には、大衆メディアの発展によってドイツの庶民文化と貴族文化が徐々に融合し、21世紀に入ってインターネットの普及によりその進展はさらに加速している。現在のドイツ連邦共和国では、貴族文化はより小規模でエリート的なものとなっている。

### ドイツ文化への認識

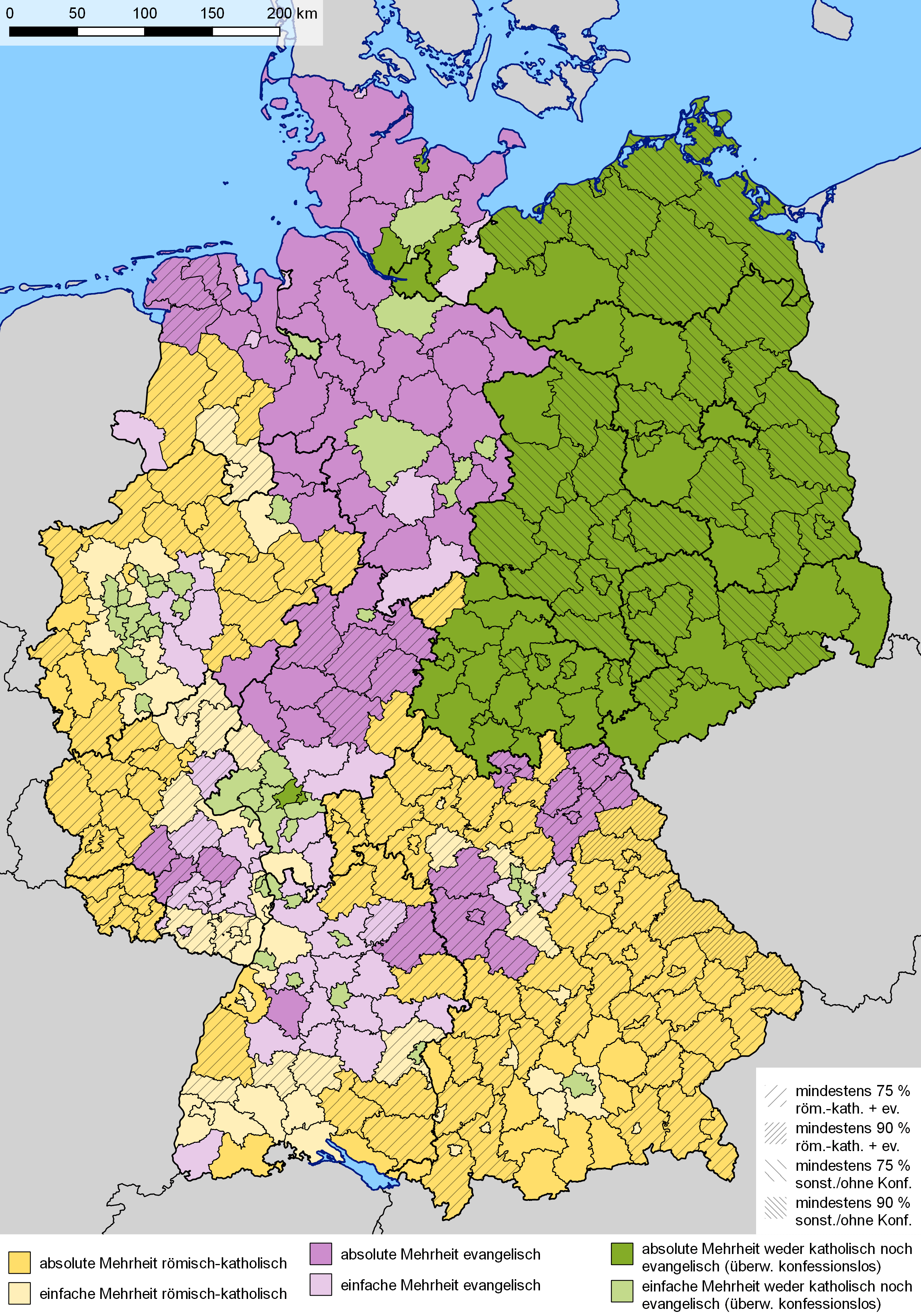
2011年版の『ドイツ国勢調査』による宗教の分布を示す地図では、紫色がプロテスタント、黄色がカトリック、緑色が無宗教または無神論を表しており、これら3つの信仰や価値観がドイツ国内で均等に分布していることが分かる。

「文化」という概念は、ドイツ語とほかの言語で異なる意味を持っている。英語やフランス語の文化（culture）とは、食文化や祭り、建築、音楽、絵画、風習など、ある国の文化的特徴を指す。しかし、ドイツ語では文化を「個人の文化」と「集団の文化」に分けて考え、「Bildung」は個人や国民が共有する気質や教養をあらわし、集団的な文明的側面をあらわすのが「Kultur」である。このため、「ドイツ文化」という言葉を解釈する際には、ドイツという国から生まれた文化だけでなく、ドイツ民族やドイツ語を話す地域における文化にも重要な意味が込められている。
もう1つ、ドイツ文化を語る際の難しさは、ドイツという国が19世紀後半に成立したという歴史的背景にある。ほとんどの国の文化は、その国が建国後に発展した文化が中心に語られるが、ドイツの場合はそれとは逆である。10世紀から19世紀にかけて、多くの芸術家や哲学者、文学者は自分をドイツ人とは考えず、むしろドイツ語を話す地域の一員として認識していた。こうした背景から、ドイツ文化はオーストリアやスイス、ルクセンブルク、ベルギー、オランダなどのゲルマン民族の国々の文化と重なり、特に19世紀にはドイツ文化とオーストリア文化が交錯し、専門家にとってもその区別が難しいことがあった。
現代のドイツ連邦共和国における定義によれば、各ドイツ州、すなわち「ラント（Land）」こそがドイツ文化の中心とされている。ドイツという国は、各ラントの集合体「ドイチュランツ（Deutschlands）」として捉えられ、国家はそれぞれの文化を守るための「透明な器」としての役割を果たすべきだと考えられている。この現象は地方分権、または連邦主義と呼ばれ、各ドイツ州は自らの文化を管理する強い権限を有し、ヨーロッパにおいて最も高い自主性を誇る。例えば、バイエルン民族党は何十年にもわたり公の場やメディアで「バイエルン独立運動」を宣伝し続けているが、ドイツ連邦政府から罰を受けたことは一度も無い。
ドイツ政府がこれほど地方の権力を尊重する理由は、以下の3つである：
- 1つ目は、ドイツの前身である神聖ローマ帝国が、かつてはフランク王国に端を発する強大な国家であったものの、14世紀以降、各ドイツ民族の領邦による軍事同盟的な形態に変容したことである。
- 2つ目は、オットー・フォン・ビスマルクやアドルフ・ヒトラーの時代に、プロイセン政府が主導して全ドイツの文化を軍国主義に同化させたことである。このため、第二次世界大戦後、ドイツ各地方は「文化統一」という概念に強く反発するようになる。
- 3つ目は、ドイツ国内に絶対的多数の宗教が存在せず、カトリック、プロテスタント、無神論の3つの信仰や価値観がバランスよく分布していることから、現代のドイツ人は統一的な思想を持ちにくいという点である。

### 代表的なもの
ドイツ文化には多くの要素が詰め込まれており、以下が代表的な例である。
- 神聖ローマ帝国
- ハンザ同盟
- 活版印刷（マインツ出身のヨハネス・グーテンベルクが発明）
- フラクトゥール（ドイツを代表するフォント）
- ハーフティンバー様式（ドイツ風の木骨造、木組みの家屋）
- スコラ哲学
- 謝肉祭
- 宗教改革
- プロイセン王国
- 19世紀のロマン主義
- ヨハン・ヴォルフガング・フォン・ゲーテ（文学者）
- フリードリヒ・フォン・シラー（文学者）
- 19世紀の民族主義と国家統一感情
- ヨハン・ゼバスティアン・バッハ（音楽家）
- ルートヴィヒ・ヴァン・ベートーヴェン（音楽家）
- リヒャルト・ワーグナー（音楽家）
- 20世紀の表現主義
- ゲオルク・ヴィルヘルム・フリードリヒ・ヘーゲル（哲学者）
- アルトゥル・ショーペンハウアー（哲学者）
- カール・マルクス（哲学者、経済学者）
- 国民社会主義ドイツ労働者党のナチズム
- クリスマスの習慣（Weihnachten）
- ミュンヘンのオクトーバーフェスト（ビール祭）

現代のドイツ連邦共和国には多くの祝日があり、とくにクリスマスの祭りは世界的に有名なで知られている。1990年以降、10月3日は「ドイツ統一の日（Tag der Deutschen Einheit）」として国民の祝日になっている。ユネスコはドイツの52の遺産を世界遺産に登録している。BBCの国際世論調査によると、ドイツは2011年、2013年、2014年に世界に最も良い影響を与えた国として認識された。

## ドイツ語における文化

### 標準ドイツ語
ドイツ地域の共通語はドイツ語で、インド・ヨーロッパ語族のゲルマン語派の西ゲルマン語群に属している。現在、ドイツ語はドイツ文化を世界に伝える「媒介」としての役割を担っている。ドイツ語はドイツ民族の思想家や宗教家たちが数百年にわたって改良を重ね、徐々に形成された「漸進的な言語」である。
現存している最古のドイツ語文献は8世紀、750年から780年ごろに書かれた『アブロガンス』と呼ばれる「ラテン語とドイツ語の対訳集」である。これはすでに古高ドイツ語の形式になっており、それ以前のドイツ語に関する資料は今でも見つからない。この対訳集は完全的な状態で保存されたではないが、内容が酷似している「英語とラテン語の対訳表」である『Abrogans with the Lord's Prayer of the Codex Sangallensis 911』の原本がイギリスに保存されている。これは、イギリス人とドイツ人の祖先は同じ民族であったことを確認できる根拠の一つとなっている。
二番目に古いドイツ語文献は『Notker（主の祈り）』という「聖書のドイツ語解釈書」で、これはドイツ語の初期形態とキリスト教の関係を証明するものになっており、現在もザンクト・ガレン修道院の図書館内で破損なく保存されている。
中世末期の14世紀、金細工師のヨハネス・グーテンベルクは、中国の印刷技術と異なるヨーロッパ版の活版印刷を発明し、この革新的な技術によりドイツ語は欧州大陸全土への拡散を加速していた。16世紀の末には、「さまざまな方言域からの人々が集い、その結果、ことばの平準化が進み、比較的統一性のある交易語が形成された地域のことば」である東中部ドイツ語が印刷業界における標準的な書き言葉となっていった。
そして、「宗教改革」はドイツ語の発展にも大きな影響を与えた。欧州人が日々読んでいた『聖書』はもともとラテン語版のみであったが、17世紀中ごろには、高地ドイツ語で翻訳された『ルター聖書』が活字印刷によってドイツ語圏全土に広まり、状況を一変した。このドイツ語訳聖書を読むことで、ドイツ地域に住んでいる人々は識字率が大きく向上し、日々の読書によって「ドイツ語に対する書き能力」や「ドイチュラントへの愛国心」も急速に高まっていた。
また、ドイツ政府が標準語を定める以前から、ドイツ語にはすでに東中部ドイツ語を基にした標準的な書き言葉が存在していた。17世紀の作家たちは自らの文学作品を書く際に、わざわざ洗練された文法規則や優美的な言葉使いを用いた。とくに18世紀に、ヨハン・ヴォルフガング・フォン・ゲーテとシラーの2大文豪が推進した「古典主義」の影響の下で、ドイツ語は文語としての発展を遂げていた。この文語が今日のドイツ語の標準語へとつながっている。
19世紀のドイツ統一後、1880年にコンラート・ドゥーデンによってドイツ語の正書法辞典である『Duden』が出版され、ベルリンで開催された1901年の正書法会議の決定は1902年にドイツ帝国連邦議会、オーストリア帝国会議、スイスで採用された。

### ドイツ語の方言

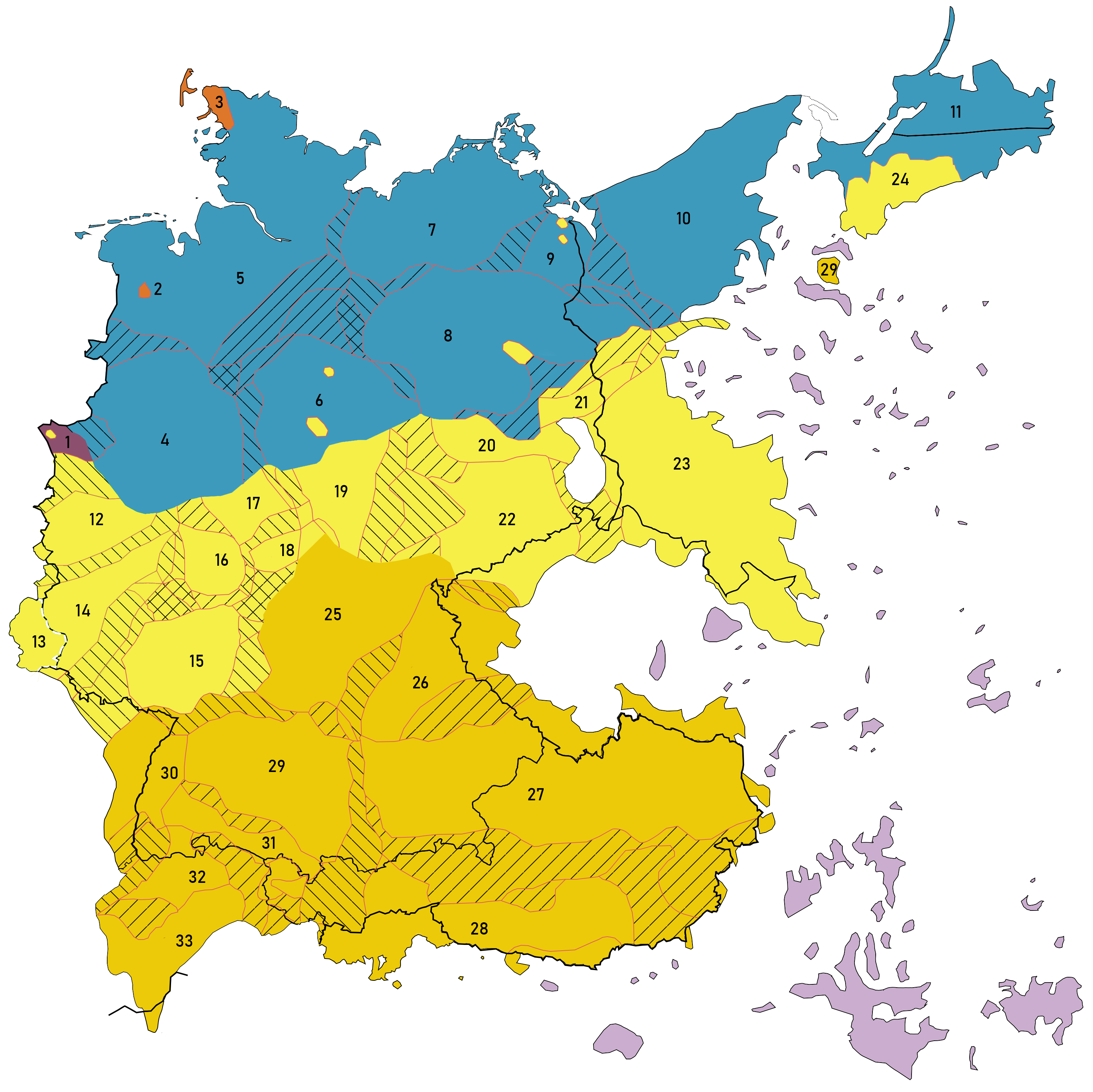
ドイツ語の3大方言の分部図：青色は低地ドイツ語、黄色は中部ドイツ語、オレンジ色は上部ドイツ語。

現代のドイツ語の方言は大きく低地ドイツ語、中部ドイツ語、上部ドイツ語の3つのグループに分けられている。
- 「中部ドイツ語」と「上部ドイツ語」を総じて「高地ドイツ語」とも呼ぶ。
- 低地ドイツ語は「ドイツの北部地域」に分布し、高地ドイツ語は「ドイツの南部地域」にある。ドイツの南部はアルプス山脈が存在し標高が高いため「高地」「上部」と呼ばれ、北部には北ドイツ平野が広がるため「低地」と呼ばれる。
- 高地ドイツ語と低地ドイツ語の間には第二次子音推移の停止によるベンラート線が存在し、言語の性質を分けている。
- 現在の標準ドイツ語は高地ドイツ語の東中部ドイツ語の一つであるテューリンゲン・オーバーザクセン語を基にして作られたものである[59]。

他のドイツ語圏の国々の方言連続体での位置付けは、例えばオーストリアのドイツ語は上部ドイツ語の「バイエルン・オーストリア語」に属し、ドイツのバイエルン州のドイツ語とほぼ同じものになっている。スイスやリヒテンシュタインのドイツ語は南西ドイツと同じ「アレマン語」に属する。オランダ語は低フランク語に属し、同じゲルマン語派の中で第二次子音推移の影響を受けていない低地ドイツ語に非常に近い。
かつてドイツの東北部には独自の方言が存在していたが、1871年のドイツ統一後、北部から東部に位置するプロイセン王国は標準ドイツ語の義務教育を行ったため、東部ドイツの方言は徐々に勢力を失っていった。さらに東ドイツの時代には、社会主義統一党はソ連や東側諸国と連絡しやすいため、もともと複雑なドイツ語を簡略化させ、東ドイツの方言は短期間で減少していった。

### 文学
ドイツ文学の起源はヨーロッパ中世の初期にまでさかのぼる。ラテン語の手稿や挿絵が東フランク王国の図書館に保存された際、ドイツ語の文献も一緒に保存されたが、その数はラテン語に比べて少なかった。ドイツ文学史において象徴的な意味を持っている最初の重要な成果は『マネッセ写本』に保存されているヴァルター・フォン・デア・フォーゲルヴァイデなどの「宮廷愛詩」（ミンネザング）である。
『ニーベルンゲンの歌』はドイツ文学の基礎をなす叙事詩であリ、中高ドイツ語で書かれている。
近代ドイツの傑出した作家としては、ゴットホルト・エフライム・レッシング、ヨハン・ヴォルフガング・フォン・ゲーテ、フリードリヒ・シラー、グリム兄弟などが挙げられていた。ハインリヒ・ハイネ、クルト・トゥホルスキー、ベルトルト・ブレヒト、トーマス・マン、ハインリヒ・マン、そしてハンナ・アーレントも、当時重要な文学者であったる。20世紀には、多くのドイツ人作家がノーベル文学賞を受賞した。彼らは、テオドール・モムゼン（1902年）、ルドルフ・オイケン（1908年）、パウル・ハイゼ（1910年）、ゲアハルト・ハウプトマン（1912年）、トーマス・マン（1929年）、ヘルマン・ヘッセ（1946年）、ハインリヒ・ベル（1972年）、ギュンター・グラス（1999年）である。21世紀には、初のドイツ人女性ノーベル文学賞受賞者としてヘルタ・ミュラー（2009年）が登場した。
「フランクフルト書籍見本市」は国際的な出版業界の重要なイベントであり、ヨーロッパ文学者たちが集まる大規模な集会でもある。この見本市は毎年ドイツのフランクフルトで開催され、「最優秀ドイツ語小説賞」が授与される。この賞の受賞は、作家にとって極めて重要である。また、ドイツには他の「ライプツィヒ書籍見本市」もあり、こちらは若手作家や革新的な作品を支援することに重点を置いている。伝統的な書籍でなくても問題ない。

## 思想における文化

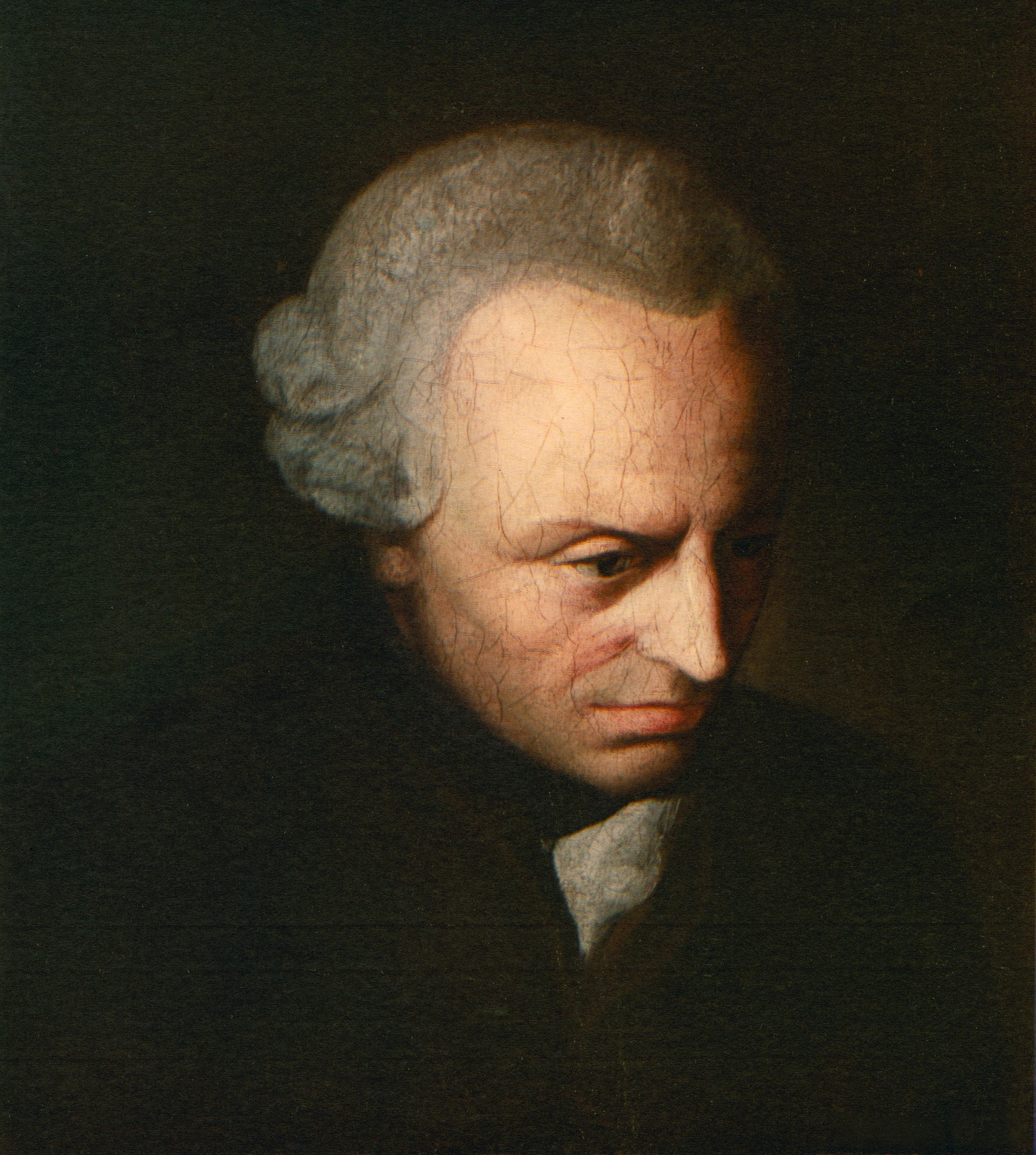
哲学者イマヌエル・カント

自然科学が発展し、宗教が衰退する中で、ドイツの思想は哲学・社会主義・唯物論・法律のなどの領域で議論されていて、現代に至るまで何度も繰り返されてきた。ドイツの思想は、知識と信仰だけでなく、理性と感情の調和を追求し、倫理的な科学技術や工芸美術を通じて、より良い世界を目指している。

### 哲学
中世には、「ドイツは詩人と思想家の地（ドイツ語：Das Land der Dichter und Denker）」という言葉が、すでに多くのヨーロッパ人によって使われており、とくに大学の文学や哲学の授業でよく引用されていた。この言葉の起源は1871年以前にさかのぼるが、誰が最初に言ったのかは明らかでは無い。例えば、ドイツの哲学者、レーゲンスブルクの大司教「アルベルトゥス・マグヌス」は西洋哲学の形成に貢献している。
- 17世紀、ライプニッツやカントが哲学史において重要な役割を果たした。カント主義は、後の哲学者ショーペンハウアーやニーチェの著作に影響を与え、フィヒテやヘーゲルが擁護したドイツ観念論にも大きな影響を及ぼした。カントに反対する哲学も盛んで、当時のドイツ哲学界は非常に活発であった。また、多くのドイツ哲学者は、小説家や詩人、さらにはドイツ語辞典の編纂者も兼ねており、哲学者がかれらの唯一の職業ではなかった。
- 19世紀前半、ドイツ哲学の名家が次々と輩出され、ゴットフリート・ヴィルヘルム・ライプニッツ、ニコラウス・クザーヌス、ヘーゲル、ショーペンハウアー、ニーチェなどが最も影響力のある哲学者として知られ、かれらはドイツの「観念論運動」を形成させていた。一方で、「非観念論的な哲学派」では「社会哲学」の分野が特に優れており、テオドール・アドルノやユルゲン・ハーバーマスといった社会哲学者が有名である。また、ドイツの哲学者たちは、過度に楽観的または悲観的な思考を避け、現実的な手段を通じて社会変革を目指していた。さらに、1810年に言語学者で哲学者のヴィルヘルム・フォン・フンボルトが設立したベルリン大学は、現代の西洋大学のモデルとなっている。
- 19世紀後半、マルクスとエンゲルスが共産主義の理論を発展させ、その結果として20世紀において全世界で労働者の労働時間短縮や賃金向上が進展した。
- 20世紀、ハイデガーやガダマーがドイツ哲学の伝統を追求し、ドイツの知識人たちは社会学の分野でも大きな影響を与え、特にアドルノ、エリアス、ハーバーマス、ホルクハイマー、ルーマン、マルクーゼ、ジンメル、フェルディナント・テンニース、マックス・ヴェーバーが著名である。
- 21世紀、フランス、オーストリア、スイス、スカンジナビア諸国と共に、ヨーロッパ大陸における「現代分析哲学」の発展において重要な国の一つとなっている[66]。

## 音楽

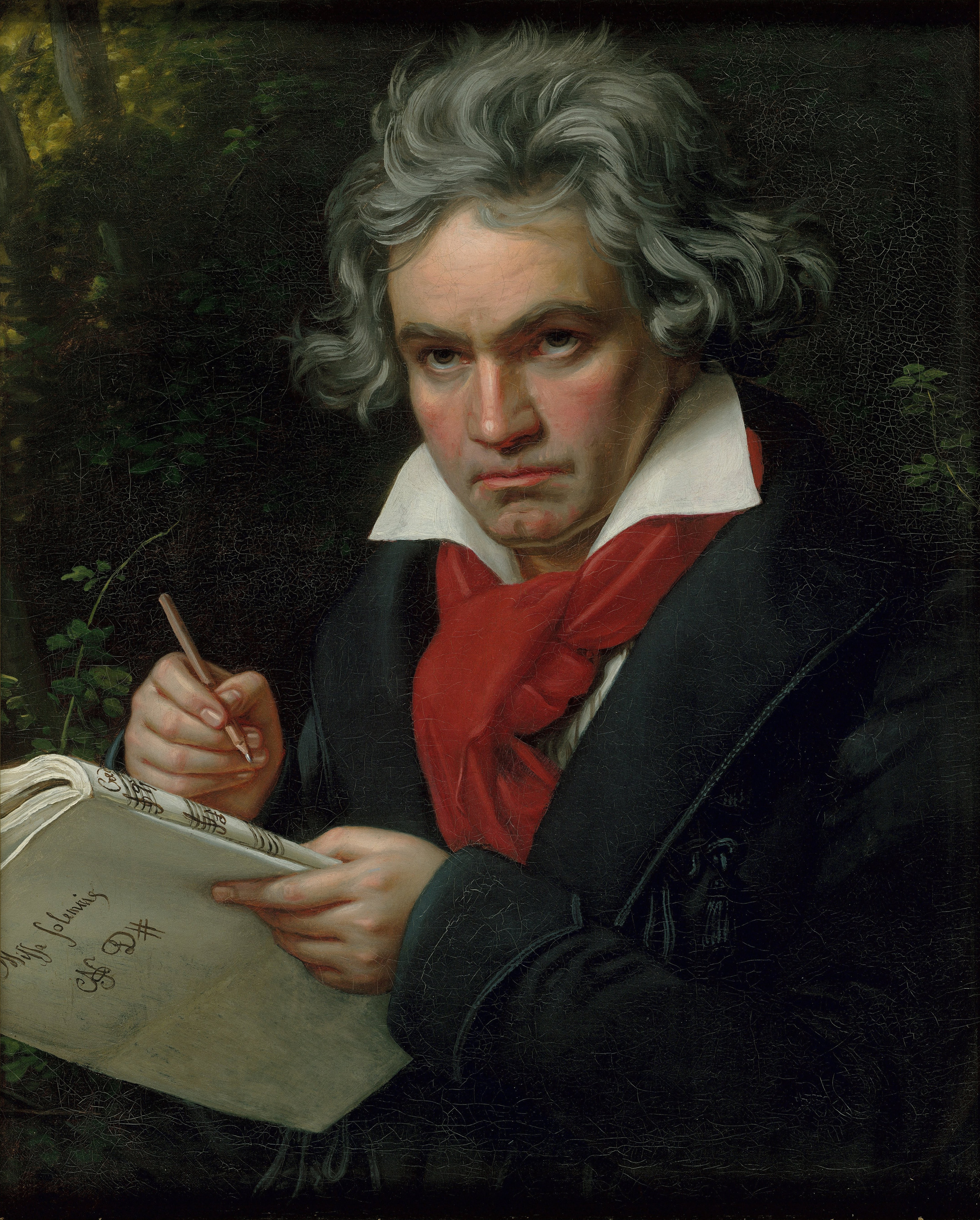
ルートヴィヒ・ヴァン・ベートーヴェンは、影響力のあるドイツの作曲家であり、ピアニストでもあった。

音楽の分野において、ドイツは世界で最も有名な古典作曲家を数多く輩出してきた。特にバッハ、モーツァルト、ベートーヴェンの3人は、西洋古典音楽が古典派からロマン派へと移行する時代を象徴する存在である。また、ドイツ人はルター派教会の讃美歌や聖歌の作曲にも多大な貢献をしていた。
そのほかのオーストリア＝ドイツの著名な作曲家には、ブラームス、ワーグナー、ハイドン、パッヘルベル、シューベルト、ヘンデル、シューマン、メンデルスゾーン、ヨハン・シュトラウス2世、ブルックナー、マーラー、テレマン、リヒャルト・シュトラウス、シェーンベルク、オルフ、そして、より最近ではハンス・ヴェルナー・ヘンツェ、ヘルムート・ラッヘンマン、カールハインツ・シュトックハウゼンなどが含まれる。
ドイツは欧州最大、そして世界第3位の音楽市場を誇り、ロックやヘヴィメタル音楽においても大きな影響を与え続けている。ヘルベルト・グレーネマイヤー、スコーピオンズ、ブラインド・ガーディアン、ラムシュタイン、ネーナ、ウンハイリヒ、クセーヴィア・ナイドゥー、トキオ・ホテル、モダン・トーキングといったアーティストは、国際的にも高い評価を得ている。
さらに、ドイツの音楽家たちはエレクトロニック・ミュージック、シンセポップ、エレクトロニック・ボディ・ミュージック、サイケデリック・ミュージック、ハードコア音楽の発展においても大きな役割を果たした。クラウトロックバンドのクラフトワークはシンセポップ、エレクトロニック・ミュージック、テクノ、ハウスミュージックの先駆者とされている。また、タンジェリン・ドリームの「Love on a Real Train」はシンセウェーブの発展に多大な影響を与えた。
20世紀および21世紀におけるドイツのポップミュージックは、Neue Deutsche Welle（ネーナ、アルファヴィル）、Ostrock（シティ、カイムツァイト）、メタル/ロック、パンク（ニーナ・ハーゲン、ベーゼ・オンケルズ、ディ・アーツテ、ディ・トーテン・ホーゼン）、ポップロック（ビートステイクス）、インディー（トコトロニック、ブルムフェルト）、ヒップホップ（ディ・ファンタスティシェン・フィーア、ダイクキント）など、多彩なジャンルが含まれる。特にテクノやミニマルミュージック（リカルド・ヴィラロボス、ポール・カルクブレンナー、スヴェン・ヴェート）が世界的な流行を牽引している。
ドイツでは毎年多くの大型ロックフェスティバルが開催されており、特に『ロック・アム・リング』は国内最大規模で、世界でも有数の音楽フェスティバルである。また、ドイツのアーティストはインダストリアル音楽やニュー・ジャーマン・ハーテにも大きな影響を与え、ゴシックやダークカルチャーのシーンでも世界的に知られており、『ウェーブ・ゴシック・トレフェン』や『メーラ・ルナ・フェスティバル』には最大3万人が集まる。さらに、世界最大のヘヴィメタル野外フェスティバルである『ワッケン・オープン・エア』もドイツで開催されている。
1970年代以降、ドイツのポップカルチャーは再び活気を取り戻し、現在では復興した首都ベルリンや自信に満ちた音楽・芸術シーンがその中心となっている。また、ドイツはゼンパー・オーパー、ベルリン・コーミッシェ・オーパー、ミュンヘン国立歌劇場など、多くの著名なオペラハウスでも知られている。リヒャルト・ワーグナーはバイロイト祝祭劇場を設立した。
国際映画音楽の分野では、ハンス・ジマーが最も有名な作曲家の1人である。2020年は、ベートーヴェン生誕250周年を記念する『ベートーヴェン・イヤー』として指定された。

## 企業と職場文化
1990年のドイツ再統一後、ドイツ政府は人間・動物・自然の「幸福権」を尊重しはじめ、国民に短い労働時間や優しい職場環境を提供しながら、環境保護と経済発展を両立させている。現代のドイツ連邦共和国には194か国からの移民が住んでおり、かれらはドイツに安価な労働力を補充し続けている。また、ドイツ人やドイツ在住の移民たちは生活水準の高いヨーロッパの中でも、安くて品質の良い教育制度や福祉制度を享受することができる。
「BBC」が2013年に行った22か国の調査によると、ドイツの企業は従業員のことを「人間」として珍重し、消耗品のように扱わないため、ドイツは「幸せな国」として世界で16位にランクされた。平均で59%の外国人の回答者が、ドイツの企業や職場文化を肯定的に評価し、15%が中立的であった。また、『世界価値観調査』によれば、ドイツは2008年以来6年連続で「ここで働きたい国」の1位に選ばれている。
世界的有名なドイツ企業：
- メルセデス・ベンツ（Mercedes-Benz、自動車の企業）
- BMW（Bayerische Motoren Werke、自動車の企業）
- フォルクスワーゲン（Volkswage、自動車の企業）
- アウディ（Audi、自動車の企業）
- ポルシェ（Dr.-Ing. h.c. F. Porsche 、自動車の企業）
- シーメンス（Siemens、電子機器の企業）
- アディダス（Adidas、靴と服装の企業）
- プーマ（Puma、スポーツ用品の企業）
- ドイツ銀行（Deutsche Bank、市中銀行の企業）
- エス・アーペー・エスエー（SAP、パソコン機械の企業）
- ライカ（Leica Camera、光学機械の企業）
- オットーグループ（Otto (GmbH & Co KG) 、通信販売の企業）
- ツヴィリング・J.A.・ヘンケルス（Zwilling J.A. Henckels、刃物の企業）

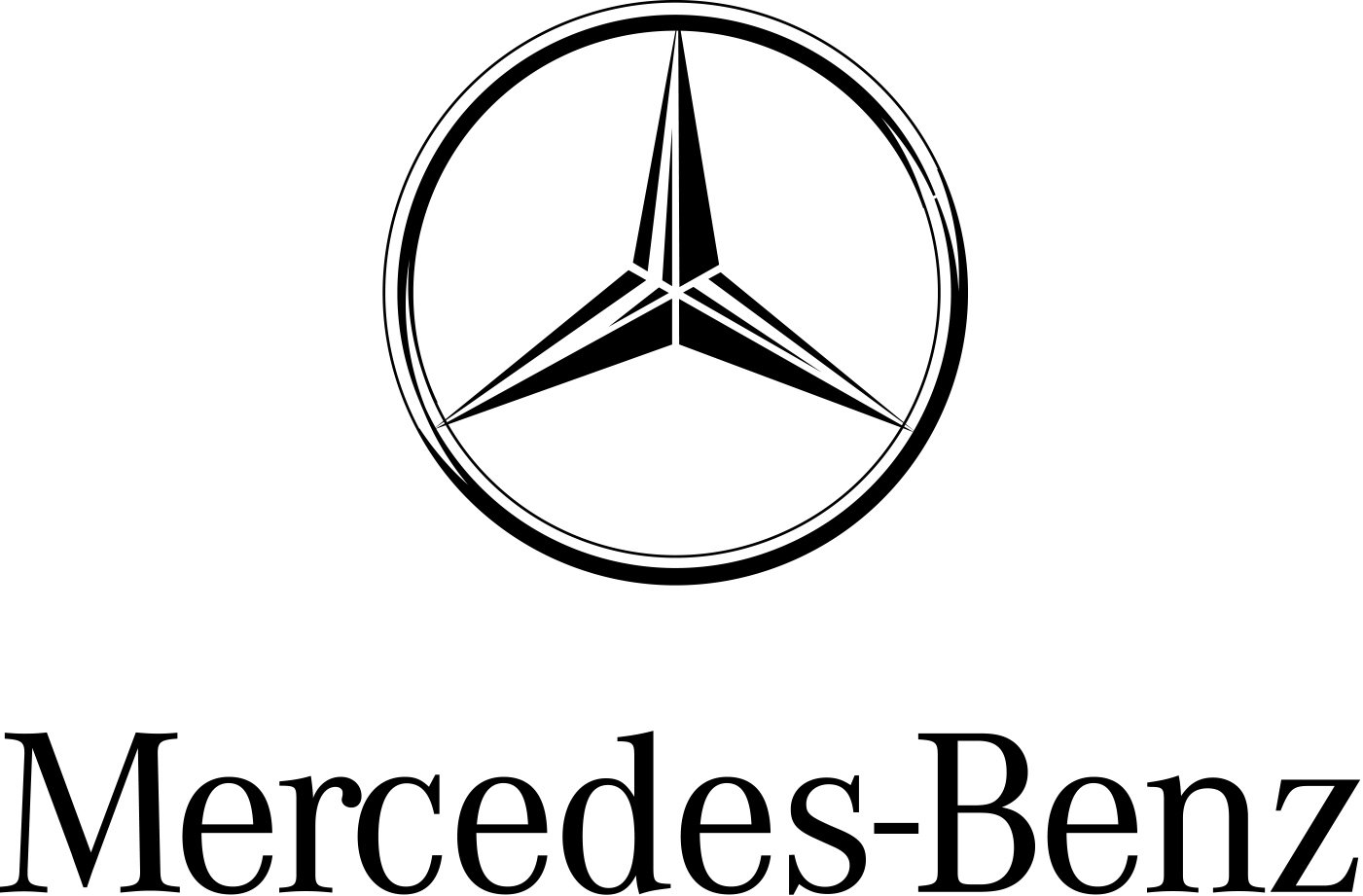
メルセデス・ベンツのロゴ
BMWのロゴ
フォルクスワーゲンのロゴ
アウディのロゴ
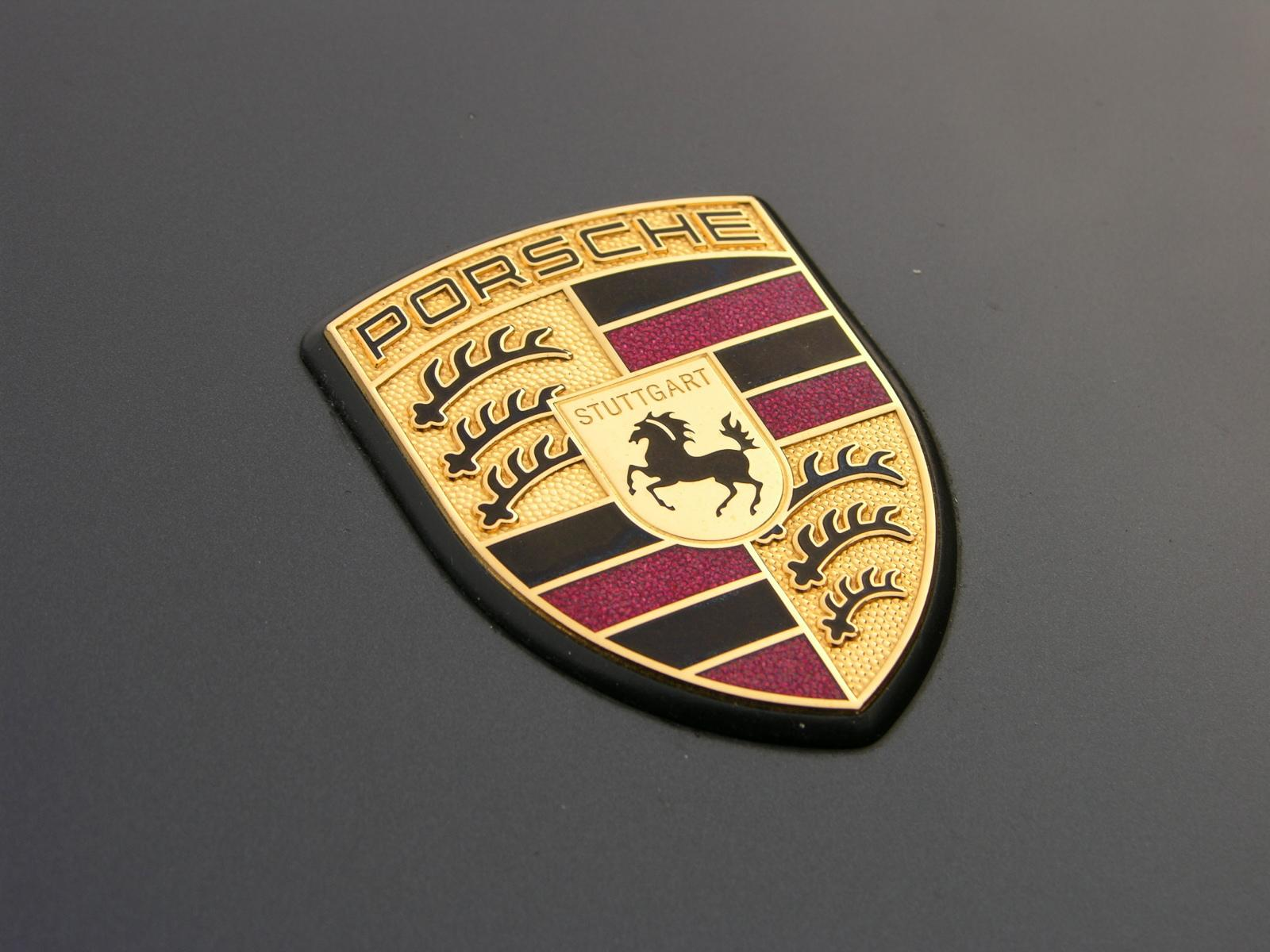
ポルシェのロゴ
シーメンスのロゴ
Adidasのロゴ（その1）
アディダスのロゴ（その2）
Pumaのロゴ
ドイツ銀行のロゴ
SAPのロゴ
ライカのロゴ
Ottoのロゴ
ツヴィリングのロゴ

## 引用と出典